# NGC 3355
NGC 3355 ist eine Balken-Spiralgalaxie vom Hubble-Typ SBm im Sternbild Wasserschlange. Sie ist schätzungsweise 45 Millionen Lichtjahre von der Milchstraße entfernt.
Das Objekt wurde am 12. April 1866 von Samuel Pierpont Langley  entdeckt.